# CIM-10 Chapitre 11 : Maladies de l'appareil digestif
Cet article développe le chapitre XI de la classification internationale des maladies.

## Liste des classes du chapitre 11
CIM-10 Chapitre 11 : Maladies de l'appareil digestif (K00-K93)

### (K00-K14) Maladies de lacavité buccale, desglandes salivaireset desmaxillaires
- (K00) Troubles de l'odontogénèse
  - (K00.0) Anodontie
  - (K00.1) Dents surnuméraires
  - (K00.2) Anomalies de volume et de forme des dents
  - (K00.3) Dents tachetées
  - (K00.4) Troubles de la formation des dents
  - (K00.5) Anomalies héréditaires de la structure dentaire, non classées ailleurs
  - (K00.6) Troubles de l'éruption dentaire
  - (K00.7) Syndrome d'éruption dentaire
  - (K00.8) Autres troubles de l'odontogénèse
  - (K00.9) Troubles de l'odontogénèse, sans précision

- (K01) Dents incluses et enclavées
  - (K01.0) Dents incluses
  - (K01.1) Dents enclavées

- (K02) Caries dentaires
  - (K02.0) Carie limitée à l'émail
  - (K02.1) Carie de la dentine
  - (K02.2) Carie du cément
  - (K02.3) Carie dentaire stabilisée
  - (K02.4) Odontoclasie
  - (K02.8) Autres caries dentaires
  - (K02.9) Carie dentaire, sans précision

- (K03) Autres maladies des tissus dentaires durs
  - (K03.0) Attrition excessive des dents
  - (K03.1) Abrasion des dents
  - (K03.2) Erosion des dents
  - (K03.3) Résorption pathologique des dents
  - (K03.4) Hypercémentose
  - (K03.5) Ankylose dentaire
  - (K03.6) Dépôts (accrétions) sur les dents
  - (K03.7) Modification de la teinte des tissus dentaires durs après l'éruption
  - (K03.8) Autres maladies précisées des tissus dentaires durs
  - (K03.9) Maladie des tissus dentaires durs, sans précision

- (K04) Maladies de la pulpe et des tissus périapicaux
  - (K04.0) Pulpite
  - (K04.1) Nécrose pulpaire
  - (K04.2) Dégénérescence pulpaire
  - (K04.3) Formation anormale de tissus dentaires durs dans la pulpe
  - (K04.4) Périodontite apicale aiguë d'origine pulpaire
  - (K04.5) Périodontite apicale chronique
  - (K04.6) Abcès périapical avec fistule
  - (K04.7) Abcès périapical sans fistule
  - (K04.8) Kyste radiculaire
  - (K04.9) Maladies de la pulpe et des tissus périapicaux, autres et sans précision

- (K05) Gingivite et maladies périodontales
  - (K05.0) Gingivite aiguë
  - (K05.1) Gingivite chronique
  - (K05.2) Périodontite aiguë
  - (K05.3) Périodontite chronique
  - (K05.4) Parodontose
  - (K05.5) Autres maladies périodontales
  - (K05.6) Maladie périodontale, sans précision

- (K06) Autres affections de la gencive et de la crête alvéolaire édentée
  - (K06.0) Rétraction gingivale
  - (K06.1) Hyperplasie gingivale
  - (K06.2) Lésions gingivales et de la crête alvéolaire édentée, associées à un traumatisme
  - (K06.8) Autres affections précisées de la gencive et de la crête alvéolaire édentée
  - (K06.9) Affection de la gencive et de la crête alvéolaire édentée, sans précision

- (K07) Anomalies dento-faciales (y compris les malocclusions)
  - (K07.0) Anomalies importantes de dimension des mâchoires
  - (K07.1) Anomalies de rapport entre les mâchoires et la base du crâne
  - (K07.2) Anomalies de rapport entre les arcades dentaires
  - (K07.3) Malposition des dents
  - (K07.4) Malocclusion, sans précision
  - (K07.5) Anomalies dento-faciales fonctionnelles
  - (K07.6) Lésions de l'articulation temporo-mandibulaire
  - (K07.8) Autres anomalies dento-faciales
  - (K07.9) Anomalie dento-faciale, sans précision

- (K08) Autres affections des dents et du parodonte
  - (K08.0) Exfoliation dentaire due à des causes générales
  - (K08.1) Perte de dents consécutive à accident, extraction ou affection périodontale localisée
  - (K08.2) Atrophie de la crête alvéolaire édentée
  - (K08.3) Racine dentaire laissée en place
  - (K08.8) Autres affections précisées des dents et du parodonte
  - (K08.9) Affection des dents et du parodonte, sans précision

- (K09) Kystes de la région buccale, non classés ailleurs
  - (K09.0) Kystes dentaires liés au développement (odontogènes)
  - (K09.1) Kystes de la région buccale non liés au développement dentaire
  - (K09.2) Autres kystes de la mâchoire
  - (K09.8) Autres kystes de la région buccale, non classés ailleurs
  - (K09.9) Kyste de la région buccale, sans précision

- (K10) Autres maladies des mâchoires
  - (K10.0) Maladies liées au développement des mâchoires
  - (K10.1) Granulome à cellules géantes, central
  - (K10.2) Affections inflammatoires des mâchoires
  - (K10.3) Alvéolite des mâchoires
  - (K10.8) Autres maladies précisées des mâchoires
  - (K10.9) Maladie des mâchoires, sans précision

- (K11) Maladies des glandes salivaires
  - (K11.0) Atrophie des glandes salivaires
  - (K11.1) Hypertrophie des glandes salivaires
  - (K11.2) Sialoadénite
  - (K11.3) Abcès des glandes salivaires
  - (K11.4) Fistule des glandes salivaires
  - (K11.5) Sialolithiase
  - (K11.6) Mucocèle des glandes salivaires
  - (K11.7) Troubles de la sécrétion salivaire
  - (K11.8) Autres maladies des glandes salivaires
  - (K11.9) Maladie des glandes salivaires, sans précision

- (K12) Stomatites et affections apparentées
  - (K12.0) Aphtes buccaux récidivants
  - (K12.1) Autres formes de stomatite
  - (K12.2) Phlegmon et abcès de la bouche

- (K13) Autres maladies des lèvres et de la muqueuse buccale
  - (K13.0) Maladies des lèvres
  - (K13.1) Morsure de la joue et de la lèvre
  - (K13.2) Leucoplasie et autres anomalies de l'épithélium buccal, y compris la langue
  - (K13.3) Tricholeucoplasie
  - (K13.4) Granulome et lésions pseudo-granulomateuses de la muqueuse buccale
  - (K13.5) Fibrose sous-muqueuse de la bouche
  - (K13.6) Hyperplasie inflammatoire de la muqueuse buccale
  - (K13.7) Lésions de la muqueuse buccale, autres et sans précision

- (K14) Maladies de la langue
  - (K14.0) Glossite
  - (K14.1) Langue géographique
  - (K14.2) Glossite losangique médiane
  - (K14.3) Hypertrophie des papilles linguales
  - (K14.4) Atrophie des papilles de la langue
  - (K14.5) Langue plicaturée
  - (K14.6) Glossodynie
  - (K14.8) Autres maladies de la langue
  - (K14.9) Maladie de la langue, sans précision

### (K20-K31) Maladies de l'œsophage, de l'estomacet duduodénum
- (K20) Œsophagite

- (K21) Reflux gastro-œsophagien
  - (K21.0) Reflux gastro-œsophagien avec œsophagite
  - (K21.9) Reflux gastro-œsophagien sans œsophagite

- (K22) Autres maladies de l'œsophage
  - (K22.0) Achalasie du cardia
  - (K22.1) Ulcère de l'œsophage
  - (K22.2) Obstruction de l'œsophage
  - (K22.3) Perforation de l'œsophage
  - (K22.4) Dyskinésie de l'œsophage
  - (K22.5) Diverticule acquis de l'œsophage
  - (K22.6) Syndrome de dilacération hémorragique gastro-œsophagienne
    - Syndrome de Mallory-Weiss

  - (K22.8) Autres maladies précisées de l'œsophage
  - (K22.9) Maladie de l'œsophage, sans précision

- (K23) Atteintes de l'œsophage au cours de maladies classées ailleurs
  - (K23.0) Œsophagite tuberculeuse (A18.8)
  - (K23.1) Méga-œsophage au cours de la maladie de Chagas (B57.3)
  - (K23.8) Atteintes de l'œsophage au cours d'autres maladies classées ailleurs

- (K25.-) Ulcère de l'estomac
- (K26.-) Ulcère du duodénum
- (K27.-) Ulcère digestif, de siège non précisé
- (K28.-) Ulcère gastro-jéjunal

Utiliser les codes ci-dessus conjointement avec les derniers digits suivants :
- (.0) Aigu avec hémorragie
- (.1) Aigu avec perforation
- (.2) Aigu avec hémorragie et perforation
- (.3) Aigu sans hémorragie ni perforation
- (.4) Chronique ou non précisé, avec hémorragie
- (.5) Chronique ou non précisé, avec perforation
- (.6) Chronique ou non précisé, avec hémorragie et perforation
- (.7) Chronique sans hémorragie ni perforation
- (.9) Non précisé comme étant aigu ou chronique, sans hémorragie ni perforation

- (K29) Gastrite et duodénite
  - (K29.0) Gastrite hémorragique aiguë
  - (K29.1) Autres gastrites aiguës
  - (K29.2) Gastrite alcoolique
  - (K29.3) Gastrite chronique superficielle
  - (K29.4) Gastrite chronique atrophique
  - (K29.5) Gastrite chronique, sans précision
  - (K29.6) Autres gastrites
  - (K29.7) Gastrite, sans précision
  - (K29.8) Duodénite
  - (K29.9) Gastro-duodénite, sans précision

- (K30) Dyspepsie

- (K31) Autres maladies de l'estomac et du duodénum
  - (K31.0) Dilatation aiguë de l'estomac
  - (K31.1) Sténose pylorique hypertrophique de l'adulte
  - (K31.2) Estomac en sablier et sténose de l'estomac
  - (K31.3) Spasme du pylore, non classé ailleurs
  - (K31.4) Diverticule gastrique
  - (K31.5) Obstruction du duodénum
  - (K31.6) Fistule de l'estomac et du duodénum
  - (K31.8) Autres maladies précisées de l'estomac et du duodénum
  - (K31.9) Maladie de l'estomac et du duodénum, sans précision

### (K35-K38) Maladies de l'appendice
- (K35) Appendicite aiguë
  - (K35.0) Appendicite aiguë avec péritonite généralisée
  - (K35.1) Appendicite aiguë avec abcès péritonéal
  - (K35.9) Appendicite aiguë, sans précision

- (K36) Autres formes d'appendicite

- (K37) Appendicite, sans précision

- (K38) Autres maladies de l'appendice
  - (K38.0) Hyperplasie de l'appendice
  - (K38.1) Concrétions appendiculaires
  - (K38.2) Diverticule de l'appendice
  - (K38.3) Fistule de l'appendice
  - (K38.8) Autres maladies précisées de l'appendice
  - (K38.9) Maladie de l'appendice, sans précision

### (K40-K46)Hernies
- (K40) Hernie inguinale
  - (K40.0) Hernie inguinale bilatérale, avec occlusion, sans gangrène
  - (K40.1) Hernie inguinale bilatérale, avec gangrène
  - (K40.2) Hernie inguinale bilatérale, sans occlusion ni gangrène
  - (K40.3) Hernie inguinale, unilatérale ou sans précision, avec occlusion, sans gangrène
  - (K40.4) Hernie inguinale, unilatérale ou sans précision, avec gangrène
  - (K40.9) Hernie inguinale, unilatérale ou sans précision, sans occlusion ni gangrène

- (K41) Hernie crurale
  - (K41.0) Hernie crurale bilatérale, avec occlusion, sans gangrène
  - (K41.1) Hernie crurale bilatérale, avec gangrène
  - (K41.2) Hernie crurale bilatérale, sans occlusion ni gangrène
  - (K41.3) Hernie crurale, unilatérale ou sans précision, avec occlusion, sans gangrène
  - (K41.4) Hernie crurale, unilatérale ou sans précision, avec gangrène
  - (K41.9) Hernie crurale, unilatérale ou sans précision, sans occlusion ni gangrène

- (K42) Hernie ombilicale
  - (K42.0) Hernie ombilicale avec occlusion, sans gangrène
  - (K42.1) Hernie ombilicale, avec gangrène
  - (K42.9) Hernie ombilicale, sans occlusion ni gangrène

- (K43) Hernie abdominale
  - (K43.0) Hernie abdominale avec occlusion, sans gangrène
  - (K43.1) Hernie abdominale, avec gangrène
  - (K43.9) Hernie abdominale, sans occlusion ni gangrène

- (K44) Hernie diaphragmatique
  - (K44.0) Hernie diaphragmatique avec occlusion, sans gangrène
  - (K44.1) Hernie diaphragmatique, avec gangrène
  - (K44.9) Hernie diaphragmatique, sans occlusion ni gangrène

- (K45) Autres hernies abdominales
  - (K45.0) Autres hernies abdominales de siège précisé, avec occlusion, sans gangrène
  - (K45.1) Autres hernies abdominales précisées, avec gangrène
  - (K45.8) Autres hernies abdominales précisées, sans occlusion ni gangrène

- (K46) Hernie abdominale non précisée
  - (K46.0) Hernie abdominale non précisée, avec occlusion, sans gangrène
  - (K46.1) Hernie abdominale non précisée, avec gangrène
  - (K46.9) Hernie abdominale non précisée, sans occlusion ni gangrène

### (K50-K52)Entéritesetcolitesnon infectieuses
- (K50) Maladie de Crohn (entérite régionale)
  - (K50.0) Maladie de Crohn de l'intestin grêle
  - (K50.1) Maladie de Crohn du gros intestin
  - (K50.8) Autres formes de la maladie de Crohn
  - (K50.9) Maladie de Crohn, sans précision

- (K51) Recto-colite hémorragique (colite ulcéreuse)
  - (K51.0) Entéro-colite ulcéreuse (chronique)
  - (K51.1) Iléo-colite ulcéreuse (chronique)
  - (K51.2) Rectite ulcéreuse (chronique)
  - (K51.3) Recto-sigmoïdite ulcéreuse (chronique)
  - (K51.4) Pseudo-polypose du côlon
  - (K51.5) Procto-colite muqueuse
  - (K51.8) Autres recto-colites hémorragiques
  - (K51.9) Recto-colite hémorragique, sans précision

- (K52) Autres gastro-entérites et colites non infectieuses
  - (K52.0) Gastro-entérite et colite dues à une irradiation
  - (K52.1) Gastro-entérite et colite toxiques
  - (K52.2) Gastro-entérite et colite allergiques et alimentaires
  - (K52.8) Autres gastro-entérites et colites non infectieuses précisées
  - (K52.9) Gastro-entérite et colite non infectieuses, sans précision

### (K55-K63) Autres maladies de l'intestin
- (K55) Troubles vasculaires de l'intestin
  - (K55.0) Troubles vasculaires aigus de l'intestin
  - (K55.1) Troubles vasculaires chroniques de l'intestin
  - (K55.2) Angiodysplasie du côlon
  - (K55.8) Autres troubles vasculaires de l'intestin
  - (K55.9) Trouble vasculaire de l'intestin, sans précision

- (K56) Iléus paralytique et occlusion intestinale sans hernie
  - (K56.0) Iléus paralytique
  - (K56.1) Invagination
  - (K56.2) Volvulus
  - (K56.3) Iléus biliaire
  - (K56.4) Autres obstructions de l'intestin
  - (K56.5) Adhérences de l'intestin (brides), avec occlusion
  - (K56.6) Occlusions intestinales, autres et sans précision
  - (K56.7) Iléus, sans précision

- (K57) Diverticulose de l'intestin
  - (K57.0) Diverticulose de l'intestin grêle, avec perforation et abcès
  - (K57.1) Diverticulose de l'intestin grêle, sans perforation ni abcès
  - (K57.2) Diverticulose du côlon, avec perforation et abcès
  - (K57.3) Diverticulose du côlon, sans perforation ni abcès
  - (K57.4) Diverticulose du côlon et de l'intestin grêle, avec perforation et abcès
  - (K57.5) Diverticulose du côlon et de l'intestin grêle, sans perforation ni abcès
  - (K57.8) Diverticulose de l'intestin, siège non précisé, avec perforation et abcès
  - (K57.9) Diverticulose du côlon et de l'intestin, siège non précisé, sans perforation ni abcès

- (K58) Syndrome de l'intestin irritable
  - (K58.0) Syndrome de l'intestin irritable, avec diarrhée
  - (K58.9) Syndrome de l'intestin irritable, sans diarrhée

- (K59) Autres troubles fonctionnels de l'intestin
  - (K59.0) Constipation
  - (K59.1) Diarrhée fonctionnelle
  - (K59.2) Intestin neurogène, non classé ailleurs
  - (K59.3) Mégacôlon, non classé ailleurs
  - (K59.4) Spasme de l'anus
  - (K59.8) Autres troubles fonctionnels précisés de l'intestin
  - (K59.9) Trouble fonctionnel de l'intestin, sans précision

- (K60) Fissure et fistule des régions anale et rectale
  - (K60.0) Fissure anale aiguë
  - (K60.1) Fissure anale chronique
  - (K60.2) Fissure anale, sans précision
  - (K60.3) Fistule anale
  - (K60.4) Fistule rectale
  - (K60.5) Fistule ano-rectale

- (K61) Abcès des régions anale et rectale
  - (K61.0) Abcès anal
  - (K61.1) Abcès rectal
  - (K61.2) Abcès ano-rectal
  - (K61.3) Abcès ischio-rectal
  - (K61.4) Abcès intrasphinctérien

- (K62) Autres maladies de l'anus et du rectum
  - (K62.0) Polype anal
  - (K62.1) Polype rectal
  - (K62.2) Prolapsus anal
  - (K62.3) Prolapsus rectal
  - (K62.4) Sténose de l'anus et du rectum
  - (K62.5) Hémorragie de l'anus et du rectum
  - (K62.6) Ulcère de l'anus et du rectum
  - (K62.7) Rectite due à une irradiation
  - (K62.8) Autres maladies précisées de l'anus et du rectum
  - (K62.9) Maladie de l'anus et du rectum, sans précision

- (K63) Autres maladies de l'intestin
  - (K63.0) Abcès de l'intestin
  - (K63.1) Perforation de l'intestin (non traumatique)
  - (K63.2) Fistule de l'intestin
  - (K63.3) Ulcère de l'intestin
  - (K63.4) Entéroptose
  - (K63.8) Autres maladies précisées de l'intestin
  - (K63.9) Maladie de l'intestin, sans précision

### (K65-K67) Maladies dupéritoine
- (K65) Péritonite
  - (K65.0) Péritonite aiguë
  - (K65.8) Autres péritonites
  - (K65.9) Péritonite, sans précision

- (K66) Autres maladies du péritoine
  - (K66.0) Adhérences péritonéales
  - (K66.1) Hémopéritoine
  - (K66.8) Autres maladies précisées du péritoine
  - (K66.9) Maladie du péritoine, sans précision

- (K67) Atteintes péritonéales au cours de maladies infectieuses classées ailleurs
  - (K67.0) Péritonite à Chlamydia (A74.8+)
  - (K67.1) Péritonite gonococcique (A54.8+)
  - (K67.2) Péritonite syphilitique (A52.7+)
  - (K67.3) Péritonite tuberculeuse (A18.3+)
  - (K67.8) Autres atteintes péritonéales au cours de maladies infectieuses classées ailleurs

### (K70-K77) Maladies dufoie
- (K70) Maladie alcoolique du foie
  - (K70.0) Cirrhose alcoolique graisseuse
  - (K70.1) Hépatite alcoolique
  - (K70.2) Fibrose et sclérose alcooliques du foie
  - (K70.3) Cirrhose alcoolique
  - (K70.4) Insuffisance hépatique alcoolique
  - (K70.9) Maladie alcoolique du foie, sans précision

- (K71) Maladie toxique du foie
  - (K71.0) Maladie toxique du foie avec cholestase
  - (K71.1) Maladie toxique du foie avec nécrose hépatique
  - (K71.2) Maladie toxique du foie avec hépatite aiguë
  - (K71.3) Maladie toxique du foie avec hépatite chronique persistante
  - (K71.4) Maladie toxique du foie avec hépatite chronique lobulaire
  - (K71.5) Maladie toxique du foie avec hépatite chronique active
  - (K71.6) Maladie toxique du foie avec hépatite, non classée ailleurs
  - (K71.7) Maladie toxique du foie avec fibrose et cirrhose
  - (K71.8) Maladie toxique du foie avec d'autres lésions du foie
  - (K71.9) Maladie toxique du foie, sans précision

- (K72) Insuffisance hépatique, non classée ailleurs
  - (K72.0) Insuffisance hépatique aiguë et subaiguë
  - (K72.1) Insuffisance hépatique chronique
  - (K72.9) Insuffisance hépatique, sans précision

- (K73) Hépatite chronique, non classée ailleurs
  - (K73.0) Hépatite chronique persistante, non classée ailleurs
  - (K73.1) Hépatite chronique lobulaire, non classée ailleurs
  - (K73.2) Hépatite chronique active, non classée ailleurs
  - (K73.8) Autres hépatites chroniques, non classées ailleurs
  - (K73.9) Hépatite chronique, sans précision

- (K74) Fibrose du foie et cirrhose
  - (K74.0) Fibrose hépatique
  - (K74.1) Sclérose hépatique
  - (K74.2) Fibrose hépatique, avec sclérose hépatique
  - (K74.3) Cirrhose biliaire primitive
  - (K74.4) Cirrhose biliaire secondaire
  - (K74.5) Cirrhose biliaire, sans précision
  - (K74.6) Cirrhoses, autres et sans précision

- (K75) Autres maladies inflammatoires du foie
  - (K75.0) Abcès du foie
  - (K75.1) Phlébite de la veine porte
  - (K75.2) Hépatite réactive non spécifique
  - (K75.3) Hépatite granulomateuse, non classée ailleurs
  - (K75.8) Autres maladies inflammatoires précisées du foie
  - (K75.9) Maladie inflammatoire du foie, sans précision

- (K76) Autres maladies du foie
  - (K76.0) Dégénérescence graisseuse du foie, non classée ailleurs
  - (K76.1) Congestion passive chronique du foie
  - (K76.2) Nécrose hémorragique centrale du foie
  - (K76.3) Infarctus hépatique
  - (K76.4) Péliose hépatique
  - (K76.5) Maladie veino-occlusive du foie
  - (K76.6) Hypertension portale
  - (K76.7) Syndrome hépato-rénal
  - (K76.8) Autres maladies précisées du foie
  - (K76.9) Maladie du foie, sans précision

- (K77) Atteintes hépatiques au cours de maladies classées ailleurs
  - (K77.0) Atteintes hépatiques au cours de maladies infectieuses et parasitaires classées ailleurs
  - (K77.8) Atteintes hépatiques au cours d'autres maladies classées ailleurs

### (K80-K87) Maladies de lavésicule biliaire, desvoies biliaireset dupancréas
- (K80) Cholélithiase
  - (K80.0) Calcul de la vésicule biliaire avec cholécystite aiguë
  - (K80.1) Calcul de la vésicule biliaire avec une autre forme de cholécystite
  - (K80.2) Calcul de la vésicule biliaire sans cholécystite
  - (K80.3) Calcul des canaux biliaires avec angiocholite
  - (K80.4) Calcul des canaux biliaires avec cholécystite
  - (K80.5) Calcul des canaux biliaires sans angiocholite ni cholécystite
  - (K80.8) Autres cholélithiases

- (K81) Cholécystite
  - (K81.0) Cholécystite aiguë
  - (K81.1) Cholécystite chronique
  - (K81.8) Autres cholécystites
  - (K81.9) Cholécystite, sans précision

- (K82) Autres maladies de la vésicule biliaire
  - (K82.0) Occlusion de la vésicule biliaire
  - (K82.1) Hydrocholécyste
  - (K82.2) Perforation de la vésicule biliaire
  - (K82.3) Fistule de la vésicule biliaire
  - (K82.4) Choléstérolose de la vésicule biliaire
  - (K82.8) Autres maladies précisées de la vésicule biliaire
  - (K82.9) Maladie de la vésicule biliaire, sans précision

- (K83) Autres maladies des voies biliaires
  - (K83.0) Angiocholite (cholangite)
  - (K83.1) Obstruction des voies biliaires
  - (K83.2) Perforation des voies biliaires
  - (K83.3) Fistule des voies biliaires
  - (K83.4) Spasme du sphincter d'Oddi
  - (K83.5) Kyste biliaire
  - (K83.8) Autres maladies précisées des voies biliaires
  - (K83.9) Maladie des voies biliaires, sans précision

- (K85) Pancréatite aiguë

- (K86) Autres maladies du pancréas
  - (K86.0) Pancréatite chronique alcoolique
  - (K86.1) Autres pancréatites chroniques
  - (K86.2) Kyste du pancréas
  - (K86.3) Pseudokyste du pancréas
  - (K86.8) Autres maladies précisées du pancréas
  - (K86.9) Maladie du pancréas, sans précision

- (K87) Atteintes de la vésicule biliaire, des voies biliaires et du pancréas au cours de maladies classées ailleurs
  - (K87.0) Atteinte de la vésicule biliaire et des voies biliaires au cours de maladies classées ailleurs
  - (K87.1) Atteinte du pancréas au cours de maladies classées ailleurs

### (K90-K93) Autres maladies de l'appareil digestif
- (K90) Malabsorption intestinale
  - (K90.0) Maladie cœliaque
  - (K90.1) Sprue tropicale
  - (K90.2) Syndrome de l'anse borgne, non classé ailleurs
  - (K90.3) Stéatorrhée pancréatique
  - (K90.4) Malabsorption due à une intolérance, non classée ailleurs
  - (K90.8) Autres malabsorptions intestinales
  - (K90.9) Malabsorption intestinale, sans précision

- (K91) Atteintes de l'appareil digestif après un acte à visée diagnostique et thérapeutique, non classées ailleurs
  - (K91.0) Vomissements consécutifs à une intervention gastro-intestinale
  - (K91.1) Syndromes consécutifs à une intervention gastrique
  - (K91.2) Malabsorption post-chirurgicale, non classée ailleurs
  - (K91.3) Occlusion intestinale post-opératoire, non classée ailleurs
  - (K91.4) Mauvais résultats fonctionnels d'une colostomie et d'une entérostomie
  - (K91.5) Syndrome post-cholécystectomie
  - (K91.8) Autres atteintes de l'appareil digestif après un acte à visée diagnostique et thérapeutique, non classées ailleurs
  - (K91.9) Atteinte de l'appareil digestif après un acte à visée diagnostique et thérapeutique, sans précision

- (K92) Autres maladies du système digestif
  - (K92.0) Hématémèse
  - (K92.1) Melæna
  - (K92.2) Hémorragie gastro-intestinale, sans précision
  - (K92.8) Autres maladies précisées du système digestif
  - (K92.9) Maladie du système digestif, sans précision

- (K93) Atteintes d'autres organes de l'appareil digestif au cours de maladies classées ailleurs
  - (K93.0) Atteintes tuberculeuses de l'intestin, du péritoine et des ganglions mésentériques (A18.3+)
  - (K93.1) Mégacôlon au cours de la maladie de Chagas (B57.3+)
  - (K93.8) Atteintes d'autres organes digestifs précisés au cours de maladies classées ailleurs